# 21513 Bethcochran
21513 Bethcochran este un asteroid din centura principală de asteroizi.

## Descriere
21513 Bethcochran este un asteroid din centura principală de asteroizi. A fost descoperit pe 22 mai 1998 la Socorro, New Mexico, în cadrul proiectului LINEAR. Asteroidul prezintă o orbită caracterizată de o semiaxă mare de 2,29 ua, o excentricitate de 0,08 și o înclinație de 6,2° în raport cu ecliptica.